# Subsecretaria d'Indústria, Comerç i Turisme
La Subsecretaria d'Indústria, Comerç i Turisme és un òrgan de gestió tècnica del Ministeri d'Indústria, Comerç i Turisme encarregat de l'àmbit econòmic, de gestió i dels recursos humans del Departament. Fou creada el 2018 sota el govern de Pedro Sánchez arrabassant funcions de les Subsecretaries d'Economia, Indústria i Competitivitat i de la d'Energia, Turisme i Agenda Digital.

## Funcions
Les seves funcions es regulen en l'Article 8 del Reial decret 998/2018, de 3 d'agost, i les seves funcions són:
- La representació ordinària del Ministeri.
- La prefectura superior de tot el personal del Departament i la resolució de quants assumptes es refereixin a est, excepte els casos reservats a la decisió de la Ministra o de les Secretaries d'Estat.
- Les relacions institucionals externes i les relacions administratives del Ministeri amb altres departaments ministerials, entitats o administracions públiques en l'àmbit de les competències de la Sotssecretaria, sense perjudici de les competències atribuïdes a altres òrgans superiors i directius.
- Les relacions administratives amb les entitats i organismes dependents del Departament, sense perjudici de les competències atribuïdes a altres òrgans superiors i directius.
- La tramitació econòmicofinancera dels expedients de concessió de subvencions i dels convenis, encàrrecs i altres actes negocis jurídics quan suposin l'adquisició de compromisos financers per la Subsecretaria.
- La relació, en matèries competència de la Subsecretaria, amb les unitats territorials del Ministeri i l'avaluació dels recursos necessaris per al seu funcionament, sense perjudici de les competències de coordinació i funcionals que corresponguin a altres òrgans del Departament.
- L'adopció i impuls, sota la direcció de la persona titular del Ministeri, de les mesures tendents a la gestió centralitzada dels recursos humans i mitjans materials en l'àmbit del Departament.
- L'impuls i coordinació de les instruccions i ordres de servei que sigui procedent dictar per a la gestió de les matèries pròpies del Departament, així com la proposta de les mesures d'organització del Ministeri i dirigir el funcionament dels serveis comuns a través de les corresponents instruccions i ordres de servei.
- La direcció i coordinació de les competències atribuïdes a l'Oficina Pressupostària del Departament per les seves disposicions específiques.
- La direcció, impuls i coordinació general dels serveis comuns del Departament, la gestió del règim interior i d'altres serveis generals, l'adreça i organització del registre general del Ministeri, l'adreça i organització de les Oficines d'assistència en matèria de registre del Ministeri, així com l'exercici de les competències atribuïdes com a Autoritat de Registre del Departament en relació amb l'expedició de certificats electrònics per als seus empleats públics.
- La planificació, elaboració, supervisió i adreça dels projectes d'execució d'obres, el manteniment, permanentment actualitzat, de l'inventari dels immobles afectes al Ministeri, així com les competències de gestió patrimonial relatives a l'arrendament de béns immobles previstes en la legislació vigent.
- La gestió econòmica i financera i l'estudi, preparació i proposta dels contractes que subscrigui el Departament, sense perjudici de les competències atribuïdes a altres òrgans superiors o directius del Ministeri, així com la coordinació dels òrgans col·legiats del Departament en matèria de contractació.
- La definició i supervisió de l'aplicació de l'estratègia sobre tecnologies de la informació i les comunicacions del Ministeri i dels seus diferents organismes, d'acord amb les directrius de Transformació Digital adoptades per la Administració General de l'Estat.
- El desenvolupament dels sistemes d'informació necessaris per al funcionament dels serveis i per a l'anàlisi i explotació de dades disponibles per a avaluació de polítiques públiques, l'impuls de la transformació digital i la innovació en el Departament, la gestió i administració de les xarxes de comunicació de veu i dades en els serveis centrals i perifèrics, la implantació de mesures de seguretat informàtica, l'administració del domini d'Internet, el desenvolupament dels portals web, la seu electrònica i la intranet del Ministeri, així com el foment de la presència del Departament a les xarxes socials.
- L'elaboració de l'avantprojecte anual de pressupostos del Ministeri i la coordinació dels corresponents als seus organismes públics adscrits, així com el seguiment de l'execució pressupostària i l'autorització i tramitació de les seves modificacions.
- La inspecció general dels òrgans, unitats, i organismes públics dependents o adscrits al Departament, les propostes per a la millora de la qualitat dels serveis, així com qualsevol altra funció que, dins de la naturalesa de les competències pròpies de les inspeccions de serveis, els sigui atribuïda per l'ordenament jurídic vigent segons preveu el Reial decret 799/2005, d'1 de juliol, pel qual es regulen les inspeccions generals de serveis dels departaments ministerials.
- La tramitació dels expedients de compatibilitat relatius al personal del Ministeri, així com dels organismes públics i entitats vinculats al mateix als quals resulti d'aplicació la normativa sobre incompatibilitats del personal al servei de les administracions públiques. Així mateix, la tramitació dels expedients disciplinaris del personal del Departament.
- L'assistència i assessorament tècnic i administratiu als òrgans superiors i directius del Departament i dels seus organismes públics amb vista als seus projectes i iniciatives de millora dels serveis, incloent l'avaluació periòdica del compliment dels plans i programes anuals i plurianuals.
- Els estudis i anàlisis organitzatives, de retribucions, de procediments administratius i de processos de gestió i mètodes de treball. Especialment la coordinació de les accions destinades a la simplificació de procediments en el Departament i els seus organismes públics, la reducció de càrregues administratives i el manteniment de la informació continguda en el Sistema d'Informació Administrativa.
- L'anàlisi, seguiment i coordinació dels plans i programes de caràcter transversal impulsats per altres departaments, organismes i entitats, en l'àmbit de les competències pròpies del Ministeri d'Indústria, Comerç i Turisme, quan aquestes funcions no s'assignin a altres òrgans del Departament.
- L'exercici de les funcions de la Unitat d'Informació de Transparència del Ministeri d'Indústria, Comerç i Turisme, segons preveu l'article 21 de la Llei 19/2013, de 9 de desembre, de transparència, accés a la informació pública i bon govern i la coordinació de les iniciatives en matèria de Govern obert en l'àmbit del Departament. Així mateix, l'adreça i coordinació dels serveis d'informació administrativa i de relació amb el ciutadà, en els termes establerts en la seva normativa reguladora.
- L'exercici de les funcions d'Unitat d'Igualtat del Ministeri d'Indústria, Comerç i Turisme, segons preveu l'article 77 de la Llei Orgànica 3/2007, de 22 de març, per a la igualtat efectiva de dones i homes.
- La planificació, gestió i administració dels recursos humans del Departament i, si escau, dels seus organismes autònoms, l'elaboració de les relacions de llocs de treball i la gestió de les retribucions, les relacions amb les organitzacions sindicals i associacions professionals de funcionaris, així com la negociació col·lectiva que procedeixi.
- L'elaboració dels plans de formació del personal del Departament i l'adreça de la seva execució i la planificació, direcció i gestió de l'acció social i dels programes de prevenció de la salut laboral i de l'atenció a les condicions de treball del personal del Departament i, si escau, dels seus organismes públics adscrits.
- La coordinació i la supervisió de la política de protecció de dades en compliment de la normativa aplicable en aquesta matèria en l'àmbit de les competències del Departament.
- La coordinació de les campanyes de publicitat institucional del Departament, amb la col·laboració de les diferents unitats i entitats proponents de les mateixes.
- La coordinació amb l'Institut per a l'Avaluació de Polítiques Públiques del Ministeri de Política Territorial i Funció Pública de les activitats vinculades amb les avaluacions de les polítiques públiques de competència del Departament, d'acord amb el pla d'avaluacions de polítiques públiques que aprovi el Consell de Ministres.

## Estructura
De la Subsecretaria depenen els següents òrgans directius:
- La Secretaria General Tècnica.
- La Subdirecció General de Oficialia Major i Administració Financera.
- La Subdirecció General de Tecnologies de la Informació i de les Comunicacions.
- L'Oficina Pressupostària.
- La Subdirecció General de la Inspecció General de Serveis i Relació amb els Ciutadans.
- La Subdirecció General de Planificació i Gestió de Recursos Humans.

Depenent directament de la Sotssecretaria, i com a òrgan de suport i assistència immediata del seu titular, existeix un Gabinet Tècnic amb nivell de sotsdirecció general.
També depenen de la sotssecretaria l'Advocacia de l'Estat en el Departament i la Intervenció Delegada de la Intervenció General de l'Administració de l'Estat en el Departament.

### Organismes adscrits
- Oficina Espanyola de Patents i Marques (OEPM) O.A.

## Titulars
- Fernando Valdés Verelst (juny de 2018-)[4]